# Liste des édifices labellisés « Patrimoine du XXe siècle » du Calvados

Cet article recense les monuments historiques (ou non) protégés au titre du Patrimoine du XXe siècle du département du Calvados, en France,[source insuffisante].

## Statistiques
Au 31 décembre 2014, le Calvados compte 22 immeubles labellisés «patrimoine du XXe siècle».

## Liste
| Monument                                                                                      | Commune                | Adresse                     | Coordonnées                        | Notice         | Date | Illustration                                          |
| --------------------------------------------------------------------------------------------- | ---------------------- | --------------------------- | ---------------------------------- | -------------- | ---- | ----------------------------------------------------- |
| Église Saint-Nicolas d'Anctoville                                                             | Anctoville             | rue de Bayeux               | 49° 06′ 20″ nord, 0° 42′ 24″ ouest | « EA14000001 » | 2002 | Image manquante Téléverser                            |
| Église Saint-Samson d'Aunay-sur-Odon                                                          | Aunay-sur-Odon         | place de l'église           | 49° 01′ 13″ nord, 0° 38′ 02″ ouest | « EA14000002 » | 2002 | Image manquante Téléverser                            |
| Église Saint-Julien de Caen                                                                   | Caen                   | 3 rue Malfilâtre            | 49° 11′ 22″ nord, 0° 22′ 06″ ouest | « PA14000061 » | 2007 | Église Saint-Julien de Caen                           |
| Église du Sacré-Cœur de la Guérinière                                                         | Caen                   | Rue Jean Gutenberg          | 49° 09′ 31″ nord, 0° 20′ 29″ ouest | « PA14000051 » | 2005 | Église du Sacré-Cœur de la Guérinière                 |
| Église du monastère des bénédictines de Caen                                                  | Caen                   | rue de Mâlon                | 49° 12′ 37″ nord, 0° 22′ 28″ ouest | « PA14000055 » | 2005 | Image manquante Téléverser                            |
| Église Saint-Paul de Caen                                                                     | Caen                   | 23 place Saint-Paul         | 49° 11′ 11″ nord, 0° 23′ 22″ ouest | « EA14000003 » | 2002 | Image manquante Téléverser                            |
| Université de Caen                                                                            | Caen                   |                             | 49° 11′ 26″ nord, 0° 21′ 52″ ouest | « PA14000102 » | 2012 | Université de Caen                                    |
| Établissement de bains de mer dit Bains pompéiens                                             | Deauville              | boulevard de la Mer         | 49° 21′ 53″ nord, 0° 04′ 29″ est   | « EA14000004 » | 2006 | Établissement de bains de mer dit Bains pompéiens     |
| Bureau de poste de Deauville                                                                  | Deauville              | 20 bis rue Robert-Fossorier | 49° 21′ 33″ nord, 0° 04′ 30″ est   | « EA14000005 » | 2006 | Image manquante Téléverser                            |
| Église Saint-Pierre                                                                           | Fontaine-le-Pin        | Place de l'Église           | 48° 58′ 23″ nord, 0° 17′ 07″ ouest | « PA14000050 » | 2005 | Église Saint-Pierre                                   |
| Chapelle Notre-Dame-de-la-Paix de La Brèche                                                   | Hermanville-sur-Mer    |                             | 49° 17′ 48″ nord, 0° 18′ 11″ ouest | « EA14000006 » | 2002 | Image manquante Téléverser                            |
| Secteur urbain dit La Citadelle douce                                                         | Hérouville-Saint-Clair | avenue de la Grande-Cavée   | à géolocaliser                     | « EA14000007 » | 2006 | Image manquante Téléverser                            |
| Château d'eau de Lisieux                                                                      | Lisieux                | avenue Georges-Duval        | 49° 08′ 45″ nord, 0° 16′ 10″ est   | « EA14000009 » | 2006 | Image manquante Téléverser                            |
| Garage de réparation automobile Jonquard actuellement magasins de commerce et station-service | Lisieux                | 61 boulevard Sainte-Anne    | 49° 08′ 37″ nord, 0° 13′ 18″ est   | « EA14000008 » | 2006 | Image manquante Téléverser                            |
| Basilique Sainte-Thérèse                                                                      | Lisieux                | avenue Sainte-Thérèse       | 49° 08′ 23″ nord, 0° 14′ 11″ est   | « PA14000094 » | 2011 | Basilique Sainte-Thérèse                              |
| Église Saint-Désir                                                                            | Lisieux                | 37 avenue du Six-Juin       | 49° 08′ 36″ nord, 0° 13′ 10″ est   | « PA14000060 » | 2006 | Église Saint-Désir                                    |
| Groupe scolaire Jean-Jaurès et mairie annexe de Canon                                         | Mézidon-Canon          | 211, 215 avenue Jean-Jaurès | 49° 04′ 27″ nord, 0° 05′ 29″ ouest | « PA14000096 » | 2010 | Groupe scolaire Jean-Jaurès et mairie annexe de Canon |
| Église de l'Assomption-Notre-Dame                                                             | Noyers-Bocage          | rue des Lilas               | 49° 07′ 19″ nord, 0° 34′ 06″ ouest | « EA14000010 » | 2002 | Image manquante Téléverser                            |
| Église Saint-Paterne de Saint-Pair                                                            | Saint-Pair             | route d'Argences            | 49° 10′ 07″ nord, 0° 11′ 07″ ouest | « EA14000011 » | 2002 | Église Saint-Paterne de Saint-Pair                    |
| Casino de Trouville-sur-Mer                                                                   | Trouville-sur-Mer      | place du Maréchal-Foch      | 49° 21′ 58″ nord, 0° 04′ 44″ est   | « PA14000111 » | 2016 | Casino de Trouville-sur-Mer                           |
| Église Saint-Martin de Villers-Bocage                                                         | Villers-Bocage         | place du Maréchal-Leclerc   | 49° 04′ 51″ nord, 0° 39′ 19″ ouest | « EA14000012 » | 2002 | Église Saint-Martin de Villers-Bocage                 |